# Hexatoma sincera
Hexatoma sincera är en tvåvingeart som beskrevs av Alexander 1942. Hexatoma sincera ingår i släktet Hexatoma och familjen småharkrankar. Inga underarter finns listade i Catalogue of Life.